# 패치 파머
패치 파머(Patsy Palmer, 1972년 5월 26일 ~ )는 잉글랜드의 배우이다.

## 출연 작품
- 재키드 (2015)